# Pagnacco
Pagnacco (friuli nyelven Pagnà) község Olaszország Friuli-Venezia Giulia régiójában, Udine megyében. A település Udinétől 10 km-re észak-északnyugatra, Trieszttől 70 km-re északnyugatra található.
6 körzetből áll: Castellerio, Fontanabona, Lazzacco, Modoletto, Plaino és Zampis.

## Testvérvárosok
- Celldömölk, Magyarország